# 沃斯滕湖

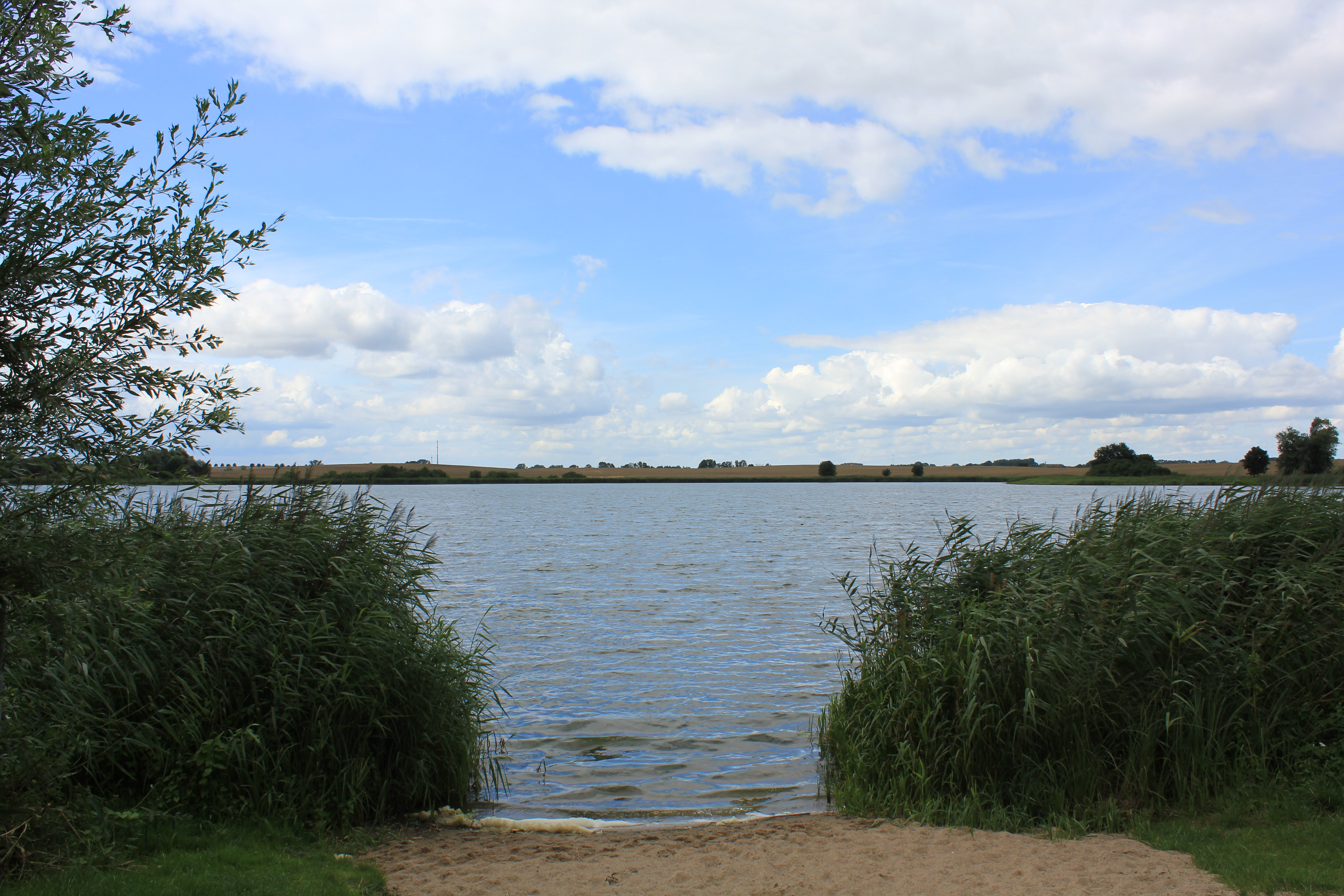

53°34′9″N 12°6′18″E / 53.56917°N 12.10500°E
沃斯滕湖（德語：Woostener See），是德國的湖泊，位於該國東北部梅克倫堡-前波美拉尼亞州，由路德維希斯盧斯特-帕爾希姆縣負責管轄，長1.2公里、寬0.5公里，面積0.4平方公里，海拔高度47米。